# Enrico Capuano
Enrico Capuano (né le 27 juillet 1964 à Rome) est un chanteur italien.

## Biographie
Enfant, il se passionne pour le rock : Beatles, Led Zeppelin, Black Sabbath, le rock des années 1960 et 1970, ainsi que le style musical politique des Dischi del Sole : Ivan Della Mea, Giovanna Marini, Zezi, I Tarantolari di Tricarico avec Antonio Infantino. Ses frères et sœurs Michele, Antonio et Caterina forment un groupe de folk progressif dans les années 1970, appelé Coop. Il fait aussi un travail culturel en adhérant au Nuovo Canzoniere Italiano, ce qui l'a beaucoup influencé dans ses choix sonores futurs.
À l'âge de 12 ans, il anime l'émission Folk in lotta sur les radios libres de Rome. Sa passion pour la musique folk l'amène à étudier le chant country avec Giovanna Marini à la Scuola Popolare di Musica di Testaccio à Rome. Dans les années 1980 et 1990, il est présenté dans le circuit professionnel de l'écriture de chansons folk. Il fait partie des fondateurs du label discographique indépendant Tide Records. En 1993, il sort son premier album intitulé Fai la cosa giusta, suivi de Onda d'urto en 1996, produit par Il manifesto.
Entre 2000 et 2010, il dirige un programme sur Teleambiente et TeleDonna à Rome, Radio Casbah, pour promouvoir la musique indépendante et les productions vidéo. En 2001, il fonde le label Blond Records.
Il produit plusieurs musiciens (entre autres Legittimo Brigantaggio) et collabore avec Grazia Di Michele, Claudio Lolli, Alfredo Bandelli et sur la compilation Pizzica la Tarantula. En 2002, il publie Tammuriatarock,. Il commence à tourner avec Lucio « Violino » Fabbri, Graziano Galatone, Tony Esposito, O Zulu, Grazia Di Michele, Claudio Lolli, Franz di Cioccio, l'actrice Loredana Cannata, Piero Brega, Zezi, Marcello Colasurdo et Eugenio Bennato. En 2003, il se rend en Irak pour une série de concerts avant le début des bombardements américains. En 2004, il publie Lascia che sia. En 2008, il publie Fuori dalla stanza.
Chaque année depuis 2012, il effectue une tournée au Canada et aux États-Unis dans les principaux festivals de musiques du monde et dans les communautés italiennes à l'étranger ou dans des lieux tels que House Blues à Los Angeles, en Californie, ou Count's Vamp à Las Vegas, dans le Nevada. Il participe aussi à douze éditions du Concerto del Primo Maggio entre 2002 et 2014, dirigeant le segment de l'après-midi pour trois éditions diffusées en direct sur Rai 3 en 2011, 2012 et 2014. En 2024, il sort un nouveau single Milano è Sud.

## Discographie

### Albums studio
- 1993 : Fai la cosa giusta
- 1996 : Onda d'urto
- 2002 : Tammurriatarock
- 2005 : Lascia che sia
- 2008 : Fuori dalla stanza
- 2013 : Live Usa Canada Europa
- 2017 : Viva
- 2020 : Immaginarti ora

### Singles
- 2024 : Milano è sud